# Фабріс Тьоззо
Фабріс Тьоззо (фр. Fabrice Tiozzo, 8 травня 1969) — французький професійний боксер, чемпіон світу за версіями WBC (1995—1997) та WBA (2004—2006) в напівважкій вазі і за версією WBA (1997—2000) в першій важкій вазі.
Фабріс — молодший брат Кристофа Тьоззо, теж боксера, бронзового призера Олімпійських ігор 1984.

## Професіональна кар'єра
1988 року провів перший бій на професійному рингу. Здобувши двадцять п'ять перемог поспіль, 3 квітня 1993 року вийшов на бій проти чемпіона WBA в напівважкій вазі Вірджила Гілла (США) і зазнав поразки розділеним рішенням.
5 березня 1994 року завоював титул чемпіона Європи за версією EBU в напівважкій вазі.
16 червня 1995 року вийшов на бій проти чемпіона WBA в напівважкій вазі Майка Маккаллума (Ямайка) і здобув перемогу одностайним рішенням суддів. У січні 1997 року звільнив титул через перехід до першої важкої ваги.
8 листопада 1997 року переміг Нейта Міллера (США) і відібрав титул чемпіона світу WBA у першій важкій вазі. Провівши чотири захисти звання чемпіона, 9 грудня 2000 року вдруге зустрівся в бою з Вірджилом Гіллом, від якого зазнав другої поразки технічним нокаутом.
20 березня 2004 року в бою проти італійця Сільвіо Бранко завоював титул WBA (Regular) в напівважкій вазі. В першому захисті 26 лютого 2005 року вийшов проти поляка Даріуша Міхальчевського і переміг його технічним нокаутом. Провівши ще один нетитульний бій, завершив кар'єру.